# Некрофілія
Некрофілія — сексуальна або психічна девіація, статевий потяг до трупів, мертвого. В клінічному розумінні вважається патологією.
Трапляється рідко. Формується у психічнохворих та людей з вродженими чи набутими психічними аномаліями. Некрофілія може поєднуватися із садизмом (некросадизм) у формі наруги над трупом.
У формуванні некрофілії визначну роль відіграють садизм, який проявляється в оскверненні трупа і нарузі над ним, чи мазохізм, пов'язаний з відразою при контакті з трупом і страхом викриття.
Некрофіли розривають могили, проникають у морги або в будинки, де є небіжчики. Некрофіли часто працюють у моргах, на цвинтарях. В експертній судово-психіатричній практиці некрофіли виявляються рідко й зазвичай притягаються до кримінальної відповідальності за хуліганство й знущання з трупів і могил.
Пошук об'єкта для здійснення статевого акта з трупом досить складний. Некрофіли полюють за трупами, намагаються проникнути в будинок, де є небіжчик. Щоб мати вільний доступ до трупів, вони нерідко влаштовуються працювати в морги. Винятково рідко в пошуках об'єкта задоволення некрофіли йдуть на вбивство, після чого роблять статевий акт з трупом жертви. У цих випадках вбивство не пов'язане із садистським задоволенням, а служить засобом досягнення поставленої мети.

## Причини появи
Оргазм у людей обох статей нерідко сполучається з афектом страху й тривоги, через що первинно нейтральний тривожний стан може викликати оргазм. Для сексуального задоволення людина іноді сама приводить себе до стану тривоги читанням страшних розповідей чи викликанням в уяві відповідних ідей. Визначальне значення в походженні цього стану має не тільки залякування людей цвинтарями, трупами й небіжчиками, але й прагнення більшості людей на певному етапі розвитку до сприйняття цих розповідей, потреба у переживанні відчуття страху. При різкому зниженні порогу збудливості нервових структур, що забезпечують еякуляцію і оргазм, у окремих людей під час страшних розповідей і залякування може наступити оргазм. Тематика розповідей, що приводять до оргазму, може стати основою для патологічного фантазування. Однак головну роль у формуванні збочення грає психопатологічний ґрунт, саме він допомагає зважитися на реалізацію патологічного потягу і закріпити його. Некрофілія найчастіше зустрічається у психічнохворих людей, в першу чергу з вираженою неповноцінністю чи ендогенним процесом.

## Некрофілія у творчості
•"Кохані мерці" – оповідання Г. Ф. Лавкрафта, що ведеться від лиця некрофіла